# 杰拉诺

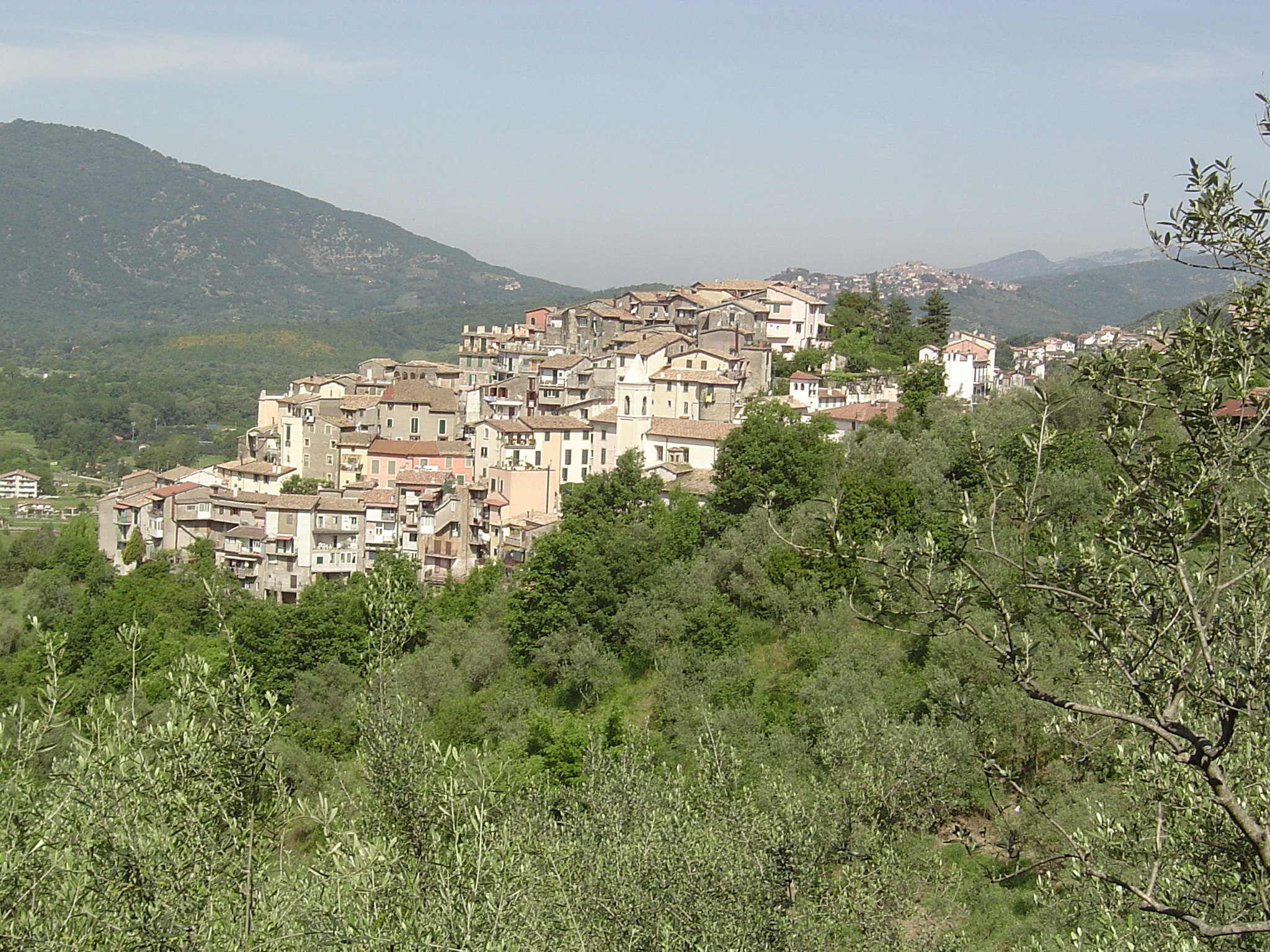
全景图

杰拉诺（義大利語：Gerano）是意大利拉齐奥大区罗马首都广域市的一个市镇，面积10.1平方公里，人口1,197人（2004年）。